# Eurytyloides kusigematii
Eurytyloides kusigematii là một loài tò vò trong họ Ichneumonidae.